# Cerura annulifera
Cerura annulifera är en fjärilsart som beskrevs av Berg 1878. Cerura annulifera ingår i släktet Cerura och familjen tandspinnare. Inga underarter finns listade i Catalogue of Life.